# Ksawerynówek
Ksawerynówek – dawna wieś w Polsce położona w województwie lubelskim, w powiecie łukowskim, w gminie Wola Mysłowska.
W latach 1975–1998 miejscowość administracyjnie należała do województwa siedleckiego. Formalnie zniesiona w 2009 poprzez włączenie do wsi Ksawerynów.